# Hermann Tilke
Pour les articles homonymes, voir Tilke.
Hermann Tilke, né le 31 décembre 1954 à Olpe (Rhénanie-du-Nord-Westphalie, Allemagne), est un architecte allemand. Il est le fondateur et le dirigeant de l'entreprise Tilke Engineering. 
Il est connu pour être le créateur de nombreux circuits de sports mécaniques, notamment la plupart des circuits récents utilisés dans le cadre du championnat du monde de Formule 1.

## Pilote
Dans les années 1980, Tilke participe à des courses de voitures de tourisme principalement sur l'ancien Nürburgring (Nordschleife). Il court en VLN et dispute les 24 heures du Nürburgring. Avec Dirk Adorf, il a gagné des courses de VLN avec une V8Star en 2003 et 2004.

## Architecture
En 1984, Hermann Tilke crée Tilke Engineering, qui associe ses compétences en architecture, génie civil et électronique. L'une de ses premières tâches est de doter le Nürburgring d'une courte route d'accès. En 2002, il refait le complexe du circuit. Sa première grande œuvre est la transformation du rapide Österreichring pour le plus court A1-Ring en Autriche en 1996. En juillet 2011, il s'associe avec l'ancien pilote de Formule 1 Lucas di Grassi pour dessiner des circuits de karting.

### Anciens circuits
Tilke Engineering participe directement ou indirectement à la rénovation d'anciens circuits de Formule 1 :
- 1996 : Österreichring, Autriche
- 2000 : Autodromo nazionale di Monza, Italie
- 2001 : Hockenheimring, Allemagne
- 2002 : Nürburgring, Allemagne
- 2003 : Fuji Speedway, Japon
- 2006 : Autodromo Enzo e Dino Ferrari, Saint-Marin
- 2007 : Circuit de Barcelone, Espagne
- 2015 : Autódromo Hermanos Rodríguez, Mexico, Mexique
- 2018 : Circuit Paul-Ricard, France

### Nouveaux circuits
Tilke conclut également de nombreux contrats pour lancer des projets de grande envergure visant à créer des circuits dans de nouveaux pays :
- 1998 : Circuit international de Sepang, Malaisie
- 2004 : Circuit international de Sakhir, Bahreïn
- 2004 : Circuit international de Shanghai, Chine
- 2005 : Otodrom Istanbul Park, Turquie
- 2006 : Circuit de Cancun, Mexique
- 2006 : Circuit urbain de Pékin (en), Chine
- 2007 : Bucarest Ring, Roumanie
- 2008 : Circuit urbain de Singapour, Singapour
- 2008 : Kartodrome Swedbank (en), Lettonie
- 2008 : Circuit urbain de Valence, Espagne
- 2008 : Circuit urbain de Jakarta, Indonésie
- 2009 : Circuit Motorland Aragon, Espagne
- 2009 : Circuit du Cap, Afrique du Sud
- 2009 : Circuit Yas Marina, Abou Dabi
- 2010 : Circuit urbain de Dublin, Irlande
- 2010 : Circuit international de Corée, Corée du Sud
- 2010 : Moscow Raceway, Russie
- 2010 : Kazakhstan Motor City, Kazakhstan
- 2011 : Circuit international Buddh, Inde
- 2012 : Circuit des Amériques, États-Unis
- 2013 : Circuit urbain de Port Imperial, États-Unis
- 2014 : Autodrome de Sotchi, Russie
- 2016 : Circuit urbain de Bakou, Azerbaïdjan
- 2019 : Igora Drive, Russie
- 2020 : Circuit urbain de Hanoï, Viêt Nam
- 2021 : Circuit de la corniche de Djeddah, Arabie saoudite
- 2022 : Autodrome international de Miami, États-Unis
- 2023 : Circuit international de Sokol, Kazakhstan
- 2023 : Circuit urbain de Las Vegas, États-Unis

## Critiques
Hermann Tilke est parfois critiqué pour ses modifications apportées aux circuits de Formule 1 et ses créations. Ainsi, après la rénovation du circuit d'Hockenheim, de nombreux pilotes de Formule 1 considèrent qu'il a rendu fade un circuit qu'ils appréciaient, bien que la « sécurisation » du parcours ait été à la base du cahier des charges.
Les circuits récents créés par Hermann Tilke sont censés favoriser le dépassement en Formule 1 tout en étant ultramodernes et irréprochables en matière de sécurité grâce à de longues lignes droites qui se terminent en épingle. Néanmoins, ce type de circuit a été doublement critiqué : les dépassements attendus ne sont pas toujours au rendez-vous et les pilotes de Formule 1 n'apprécient guère ces circuits qui, selon eux, manquent cruellement de courbes rapides procurant tout le plaisir et toute la technicité de la conduite d'une Formule 1, préférant largement les circuits classiques, parmi lesquels Monaco, Monza, Silverstone, Zandvoort, Spa-Francorchamps ou Suzuka.